# Gomphomacromia fallax
Gomphomacromia fallax är en trollsländeart som beskrevs av Mclachlan 1881. Gomphomacromia fallax ingår i släktet Gomphomacromia och familjen skimmertrollsländor. IUCN kategoriserar arten globalt som livskraftig. Inga underarter finns listade i Catalogue of Life.